# Joseph Clifford Fenton
Joseph Clifford Fenton (16 de janeiro de 1906 - 7 de julho de 1969), sacerdote da diocese de Springfield, Massachusetts, foi professor de teologia dogmática fundamental na Universidade Católica da América e editor da American Ecclesiastical Review (1943-1963). Monsenhor Fenton é considerado um importante teólogo católico americano do século 20, servindo como peritus para o Cardeal Ottaviani no Concílio Vaticano II. Ele também foi secretário da Sociedade Teológica Católica da América.

## Vida pregressa
Fenton nasceu em Springfield, MA, em 16 de janeiro de 1906. Ele era o filho mais velho de Michael Francis e Elizabeth (Clifford) Fenton.

## Formação
Fenton recebeu um diploma de bacharel do College of the Holy Cross em Worcester, Massachusetts, em 1926.
Ele estudou para o sacerdócio sagrado no Grande Seminário de Montreal, Canadá, até 1930 e recebeu um S.T.L. e J.C.B. da Universidade de Montreal.
Em 14 de junho de 1930, o bispo Thomas Michael O'Leary ordenou Fenton na Catedral de São Miguel em Springfield, Massachusetts.
Obteve o doutorado em Sagrada Teologia (STD) pela Pontifícia Universidade de São Tomás de Aquino, Angelicum, em Roma, em 1931, sob a direção do Pe. Reginald Garrigou-Lagrange, O.P.

## Carreira
Fenton foi pároco na Igreja da Imaculada Conceição em Easthampton, MA de 1931 a 1933) e na Igreja de St. Joseph, Leicester, MA de 1933 a 1934. Ele ensinou filosofia no Saint Ambrose College, Davenport, IA de 1934 a 1935).
Na formação da Sociedade Teológica Católica da América em 1946, o então Pe. Fenton serviu como um de seus primeiros oficiais no cargo de Secretário.
Fenton era uma figura familiar com sua batina e barrete no campus da Universidade Católica da América por 25 anos. Seus alunos se lembram dele como uma pessoa imponente que lecionava dramaticamente e muitas vezes os desafiava com perguntas inesperadas. As expressões coloridas e as observações incisivas de Fenton tornaram-se lendárias.
Durante sua carreira, Fenton recebeu muitas honras eclesiásticas de Roma. A Santa Sé nomeou-o cavaleiro papal (1951), prelado doméstico (1954) e protonotário apostólico (1963). Destinatário da medalha papal, Pro Ecclesia et Pontifice (1954), pertenceu à Pontifícia Academia Teológica Romana e serviu como conselheiro da Sagrada Congregação dos Seminários e Universidades (1950-1967).
Fenton morreu em Chicopee Falls, MA, em 7 de julho de 1969.

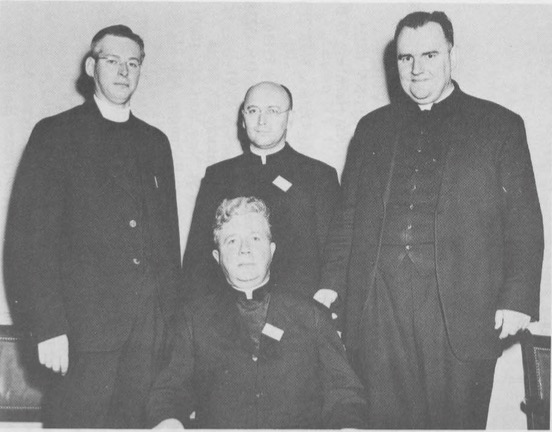
Primeiros oficiais da Sociedade Teológica Católica da América (CTSA), da esquerda para a direita: Pe. James E. Rea, Pe. Gerard Yelle, Pe. Joseph Clifford Fenton, Pe. Francis J. Connell (sentado)

## Obras
Ao longo de sua vida, Fenton escreveu uma abundância de artigos, especialmente sobre eclesiologia e relações Igreja-Estado. A maioria dos artigos de Fenton foi publicada na American Ecclesiastical Review, embora ele também tenha contribuído para Columbia, America, Fortnightly Review, Catholic Educational Review e Le Seminaire. A carreira de escritor de Fenton também abrange seis livros de sua autoria:
- The Theology of Prayer (1939) Existe tradução para o espanhol
- The Concept of Sacred Theology (1941) Existe tradução para o espanhol
- We Stand with Christ (1943)
- The Calling of a Diocesan Priest (1944)
- The Concept of the Diocesan Priesthood (1951)
- The Catholic Church and Salvation (1958). Existe tradução para o espanhol

O século XXI viu uma espécie de renascimento do interesse pelos livros de Fenton. Em 2006, seu livro The Catholic Church and Salvation, uma explicação acadêmica aprofundada do dogma católico "Fora da Igreja não há salvação", foi republicado pela Society of. St. Pius V 's Seminary Press em Round Top, Nova York. Em 2016, seu livro We Stand with Christ foi republicado pela Emmaus Road Publishing sob o título Laying the Foundation: A Handbook of Catholic Apologetics and Fundamental Theology . Também em 2016, Christian D. Washburn (Professor Associado de Teologia Dogmática, na Saint Paul Seminary School of Divinity, em St. Paul, MN) editou uma coleção de ensaios de Fenton da American Ecclesiastical Review sob o título The Church of Christ:A Collection of Essays by Monsignor Joseph C. Fenton, publicada por Cluny Media. A Cluny Media supervisionou a maior parte do renascimento nas obras de Fenton, lançando novas edições de The Theology of Prayer e The Concept of Diocesan Priesthood, de Fenton, sob o título The Diocesan Priest in the Church of Christ, e incluindo a dissertação de Fenton— The Concept of Sacred Priesthood em sua Série da Tradição Tomista, sob o título What Is Sacred Theology?
Durante os primeiros anos do Concílio Vaticano II, Fenton foi membro da Comissão Teológica preparatória, da Comissão Doutrinária, da Comissão de Fé e Moral, e também um peritus. Como um polemista, ele é mais lembrado por sua oposição agressiva a John Courtney Murray, S.J., na liberdade religiosa e na relação entre Igreja e Estado.
Em dezembro de 1963, Mons. Fenton renunciou ao cargo de editor da American Ecclesiastical Review "por causa de problemas de saúde" e tornou-se pastor da Igreja Católica de St. Patrick em Chicopee Falls, Massachusetts. "Ele passou os anos restantes de sua vida atacando do púlpito as reformas liberais dentro da igreja americana", segundo uma fonte biográfica. Fenton morreu de um ataque cardíaco agudo, aparentemente durante o sono, em 7 de julho de 1969. Ele está enterrado no Cemitério St. Thomas em Palmer, Massachusetts. Fotografias de sua lápide podem ser encontradas aqui e aqui.
Mons. Joseph Clifford Fenton às vezes é confundido com o Pe. Francis E. Fenton (sem parentesco), fundador do Movimento Católico Romano Ortodoxo.